# Sant'Orsola a Chiaia
Sant'Orsola a Chiaia (također nazvana Sant'Orsola dei Mercedari Spagnoli ili župna crkva Santa Maria della Mercede a Chiaia) je crkva u largo Sant'Orsola u četvrti Chiaia u Napulju, Italija.
Izvorno je na ovom mjestu bila mala kapelica iz 16. stoljeća koju je darovao Španjolac Annibale de Troyanis y Mortella i posvetio je svetoj Uršuli. Godine 1569. darovana je očevima reda Santa Maria della Mercede, koji su 1576. godine srušili kapelu da bi sagradili novi samostan. Crkva je obnovljena. Godine 1875. klaustar u kojem su se nalazile grobnice redovnika srušen je i umjesto njega izgrađeno je Teatro Sannazaro. U samostanu su do 1923. bili svećenici Mercedari.
U 19. st. rekonstrukcijom su dodane freske u lukovima lađe i na stropu s prikazima Gospine priče (1851.) i Otkupljenja zarobljenika (1852.) G. Gravantea. U transeptu su dva platna nepoznatih umjetnika iz 16. stoljeća.

## Vanjske poveznice
|  | Zajednički poslužitelj ima još gradiva o temi Sant'Orsola a Chiaia |